# میگل گوتیرس (بازیکن فوتبال، زاده ۱۹۵۶)
میگل گوتیرس (اسپانیایی: Miguel Gutiérrez‎؛ زادهٔ ۱۹ نوامبر ۱۹۵۶) بازیکن فوتبال اهل پرو بود.
از باشگاه‌هایی که در آن بازی کرده‌است می‌توان به باشگاه فوتبال اونیورسیتاریو ده دپورتس و باشگاه فوتبال اسپورتینگ کریستال اشاره کرد.
وی همچنین در تیم ملی فوتبال پرو بازی کرده‌است.